# Stress (rappeur)
 (juillet 2018).
Si vous disposez d'ouvrages ou d'articles de référence ou si vous connaissez des sites web de qualité traitant du thème abordé ici, merci de compléter l'article en donnant les références utiles à sa vérifiabilité et en les liant à la section « Notes et références ».
Pour les articles homonymes, voir Stress (homonymie).
Stress (de son vrai nom Andres Andrekson) est un rappeur suisse, né le 25 juillet 1977 à Tallinn en Estonie.
Il a quitté l'Estonie en 1989 avec sa mère alors qu'il avait 12 ans.

## Biographie

### Origines, études et famille
Andres Andrekson naît le 25 juillet 1977 à Tallin, en Estonie. Son père quitte le domicile familial alors que Stress est encore enfant.
Il immigre en Suisse en 1989 avec sa mère et sa sœur cadette. La famille s'installe d'abord à Genève, puis à Lucens, dans le canton de Vaud,. Il obtient la nationalité suisse en 1998, à sa seconde tentative.
Il étudie à partir de 1997 à la Faculté des hautes études commerciales de l'Université de Lausanne, où il obtient une licence en 2003[réf. nécessaire]. Il travaille un an chez Procter & Gamble, où il est responsable marketing de la marque de détergents Monsieur Propre, avant de se consacrer entièrement à la musique.
Il est brièvement marié puis divorcé en 2004. Il épouse en 2008 l'actrice et Miss Suisse 1996 Melanie Winiger, dont il se sépare en 2011.

### Double Pact
Stress débute en 1993, d'abord en tant que danseur, au sein du groupe de hip-hop romand Double Pact, en compagnie de Negatif (de son vrai nom Serge Djoungong), et du beatmaker Yvan Peacemaker.
Discographie de Double Pact:
- Impact no 3 (1995)
- Pour ma planète bleue (1998)
- ... c'est comme la vie (1999)
- Rien à perdre (2002)
- Au Revoir (best-of) (2006)
- TROMPETTE ft Joe jss  (2016)

Il collabore avec le rappeur français Prodige Namor sur le titre Les Nerfs à Vifs de l'album de l'Heure de vérité paru en 1998. Et collabore ensuite avec un rappeur nommé JOE JSS Après quatre albums, Stress et Negatif se lancent dans des carrières solo.
Un best-of intitulé Au revoir est sorti le 24 mars 2006 et signe la fin du groupe.

### Carrière solo
Stress sort en 2003 son premier album solo, Billy Bear, du nom de l'alter ego qu'il s'est créé. Billy Bear, entièrement produit par Yvan, son ancien acolyte de Double Pact, se vend à plus de 17 000 exemplaires. La même année, il se produit pour la première fois au Paléo Festival Nyon.
Après la sortie de Billy Bear, Stress met sa carrière musicale entre parenthèses. Fraîchement diplômé de HEC Lausanne, il se lance dans le monde des affaires.
Quelques mois seulement après avoir épousé sa fiancée de longue date, il divorce. Ce qu'il qualifie de plus grand échec de sa vie le conduit à écrire de nouveaux textes.
Le 14 février 2005 sort dans les bacs l'album 25.07.03. Yvan est toujours à la production.
25.07.03 entre directement à la 3e place du hit-parade suisse. Plus de 40 000 copies sont vendues, ce qui vaut à Stress un double disque d'or. L'album est réédité le 2 décembre 2005 en « Gold Edition » avec un DVD bonus. La tournée prévue initialement pour 2 mois traverse finalement toute la Suisse pendant 10 mois.
Stress collabore avec de nombreux artistes, qu'ils soient alémaniques ou romands. Que ce soit avec Double Pact ou en solo, il a également travaillé avec de nombreux artistes allemands ou français, notamment Freundeskreis, Disiz la Peste, Xavier Naidoo, Shurik'n d'IAM.
Le 16 février 2007 sort le 3e album Renaissance. Celui-ci se classe directement premier des charts en Suisse et devient disque platine (30 000 exemplaires) en moins de deux mois. Une année plus tard, l'album Renaissance est double platine (70 000 exemplaires) et se classe encore 4e dans les charts suisses. Il est 7e dans le classement des ventes d'albums 2007.
En 2007, à la suite d'une confrontation lors de l'émission Forum de la Radio Suisse Romande avec le politicien Oskar Freysinger, celui-ci compose un texte rap Le rap à Stress en réponse au rappeur. Par la suite Freysinger composera également la chanson Dé-stressez qui attaque Stress.
Le prix Fischhof 2009 lui est décerné ainsi qu'à Robert Huber.
En 2011, il enregistre aussi son nouveau clip dans un motel fantôme.
En 2013, il devient juge dans l'émission The Voice of Switzerland et continue lors de la seconde saison en 2014.
L'album Des rois des pions et des fous est son quatrième projet solo. Le 7 octobre 2011, il sort Renaissance II. En 2012, Stress, Noah Veraguth, leader de Pegasus, et Bastian Baker sortent un album commun intitulé Noël's Room. Le 8 mars 2013, Stress sort un best-of de 16 chansons, Golden Greats. Stress sort le 28 novembre 2014. Le 4 octobre 2019, Sincèrement sort. Libertad sort le 25 février 2022.
Le 10 novembre 2023, l'album MTV Unplugged sort.

## Discographie

### Singles[17]
| Annés | Single      | Position        | Première publication                      |
| ----- | ----------- | --------------- | ----------------------------------------- |
| 2004  | Si tu aimes | 63 (3 semaines) | première publication, 7eme Juin 2004      |
| 2005  | Libéré      | 6 (16 semaines) | première publication, 13eme Août 2005     |
| 2007  | Avenues     | 4 (19 semaines) | première publication, 26eme Janvier 2007  |
| 2009  | Stahn uf    | 1 (26 semaines) | première publication, 28eme Juin 2009     |
| 2010  | C'est réel  | 9 (7 semaines)  | première publication, 20eme Novembre 2009 |
| 2011  | Fuck Stress | 70 (1 semaine)  | première publication, 7eme Octobre 2011   |

### Autres singles
- 2014: Love You When I'm Hight (feat. Sway Clarke)
- 2015: Vogue (avec Yvdre)
- 2018: Trash Boy (avec SANTO)
- 2018: 777 (avec SANTO)
- 2018: Diablo (avec DJ A-Boom)
- 2018: Putaria
- 2018: Effacer
- 2019: Terre brûlée
- 2019: A chaut & à fraoid
- 2019: God Knows (avec JP Cooper)
- 2019: Fake (avec XEN)
- 2020: Girlfriend Sex (feat. Karolyn, DJ A-Boom)
- 2020: Billy Bear Don't Care
- 2021: Bye (feat. Nacim)
- 2021: All In (avec Naomi Lareine & EAZ)
- 2021: Bloc de l'Est
- 2022: Tiffany's (feat. Guè)
- 2022: Nightmare (avec Lil Jana)
- 2022: Just Like I Love You (feat. Stefanie Heinzmann)
- 2022: Under em Schirm - Sombrilla Y Parapluie (avec Dabu Fantastic & Cachita)
- 2022: Again (avec Marius Bear)
- 2022: Les Autres (avec Riga)
- 2023: Miss Gasolina (avec MYKEL COSTA)
- 2023: Be My Light (feat. ILIRA)
- 2023: God Knows - MTV Unplugged (avec JP Cooper)
- 2023: Libéré - MTV Unplugged (avec EAZ & Karolyn)
- 2023: Elle - MTV Unplugged (avec Noah Veraguth)
- 2024: Trade Hearts
- 2024: Descontrol (avec Loco Escrito)
- 2024: Piscine (avec M.A.M)

## Filmographie
- Redemption – Früchte des Zorns (2004)
- Breakout (2007)
- Verso (2010)
- Sing meinen Song - Das Schweizer Tauschkonzert (2022)

## Récompenses
- 2008: Swiss Music Awards dans la catégorie "Best Song National" pour "On n'a qu'une terre"
- 2008: Swiss Music Awards dans la catégorie "Best Album Urban National" pour "Renaissance"
- 2008: Swiss Music Awards dans la catégorie "Best Videoclip National" pour "Mais où?"
- 2009: Europe Music Awards dans la catégorie "Best Swiss Act"
- 2009: Prix Fischhof
- 2010: Swiss Music Awards dans la catégorie "Best Song National" pour "Tous les mêmes" (avec Karolyn)
- 2010: Swiss Music Awards dans la catégorie "Best Album Urban National" pour "Des rois, des pions et des fous"
- 2012: Swiss Music Awards dans la catégorie "Best Album Urban National" pour "Renaissance II"
- 2013: Swiss Music Awards dans la catégorie "Best Album Urban National" pour "Noël’s Room" (avec Noah Veraguth & Bastian Baker)
- 2013: Swiss Music Awards dans la catégorie "Best Live Act National"
- 2015: Swiss Music Awards dans la catégorie "Best Act Romandie"

## Anecdotes
Peu après la sortie de 25.07.03, la jeunesse vaudoise de l'UDC (section cantonale d'un parti de droite) a réclamé des excuses publiques de la part du rappeur pour sa chanson F*ck Blocher.
Le chanteur national s'associe à Coop pour sortir 2 chansons, Coop lui laisse carte blanche en lui payant tous les frais. Il a donc sorti deux titres : On a qu'une terre et C'est Réel.
Stress a lancé en novembre 2010 sa propre ligne de vêtements, nommée Bear Inc.
Il s'est associé à Métro boutique pour son lancement.

## liens Internet
- Site officiel de Stress